# Горбенко, Руслан Александрович
Горбенко Руслан Александрович (укр. Руслан Олександрович Горбенко; род. 12 марта 1979, Шверин) — украинский предприниматель и политик. Народный депутат Украины IX созыва.
Родился 12 марта 1979 года в г. Шверин (Германия).

## Образование
В 2001 окончил с красным дипломом Восточноукраинский национальный университет им. В. Даля, экономический факультет, получил диплом магистра. В 2008 году окончил аспирантуру (заочная форма обучения) ВНУ в Луганске и защитил кандидатскую диссертацию по специальности "Экономика и управление предприятиями".
Кандидат экономических наук.

## Трудовая деятельность
1998 – 2004 год – частный предприниматель;
2004–2010 год – менеджер, коммерческий директор, учредитель ООО "Интершина";
2010 – 2019 год – коммерческий  директор, учредитель ООО "Интергума-2010";
2014 – 2019 год – директор, учредитель ООО "Интершина УА";
Во исполнение Закона Украины  "О статусе народного депутата" передал корпоративные права в компаниях.

## Политическая деятельность
В 2010 – 2014 год – депутат Луганского городского совета. После начала конфликта, поддерживаемой Россией и вооруженными ею местными сепаратистами, переехал на территорию, подконтрольную Украине.
В 2019 год избран народным депутатом Украины IX созыва по списку партии "Слуга народа",  заместитель Главы парламентского Комитета по правам человека, деоккупации и реинтеграции временно оккупированных территорий в Донецкой и Луганской областях и АРК, города Севастополя, национальных меньшинств и межнациональных отношений.
Член Межведомственной комиссии по вопросам обобщения правовой позиции государства по отражению и сдерживанию вооруженной агрессии Российской Федерации и подготовки консолидированной претензии Украины к Российской Федерации по реализации её международно-правовой ответственности за вооруженную агрессию против Украины
Автор законопроекта №2427 «О внесении изменений в некоторые законодательные акты Украины относительно уплаты судебного сбора», которий  упрощает процедуру получения свидетельств о рождении и актов о смерти для переселенцев из временно оккупированных территорий.
Автор поправки к законопроекту №1049  «Про внесення змін до деяких законодавчих актів України щодо запровадження єдиного рахунку для сплати податків і зборів, єдиного внеску на загальнообов’язкове державне соціальне страхування» з пропозиціями Президента України від 19.02.2020. Суть данной правки состоит в том, чтобы запретить правоохранительным органам арестовывать спец счета НДС. «ЗА» принятие правки проголосовало 279 народных депутатов.

## Личная жизнь
С супругой Ольгой воспитывают двоих  детей (Михаила и Олександра).
В 2014 году, после начала военных действий, выехал с семьей в Киев, вывез с собой большую часть сотрудников своих предприятий. В Киеве помог им приобрести жильё и построил общежитие.
Вследствие военного конфликта на Донбассе потерял основную часть активов.